# Möggenried-Haus

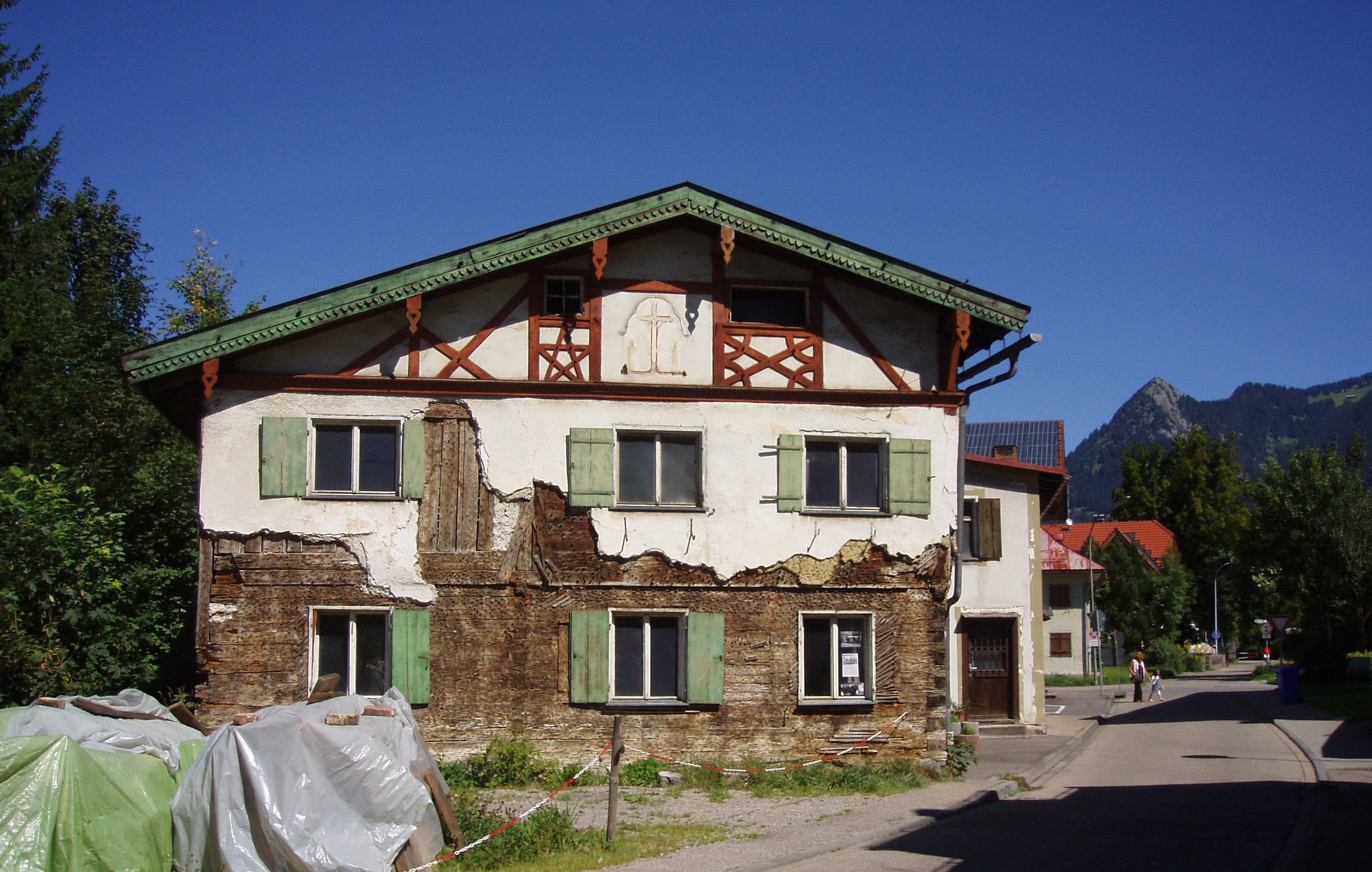
Das Möggenried-Haus im Jahr 2008

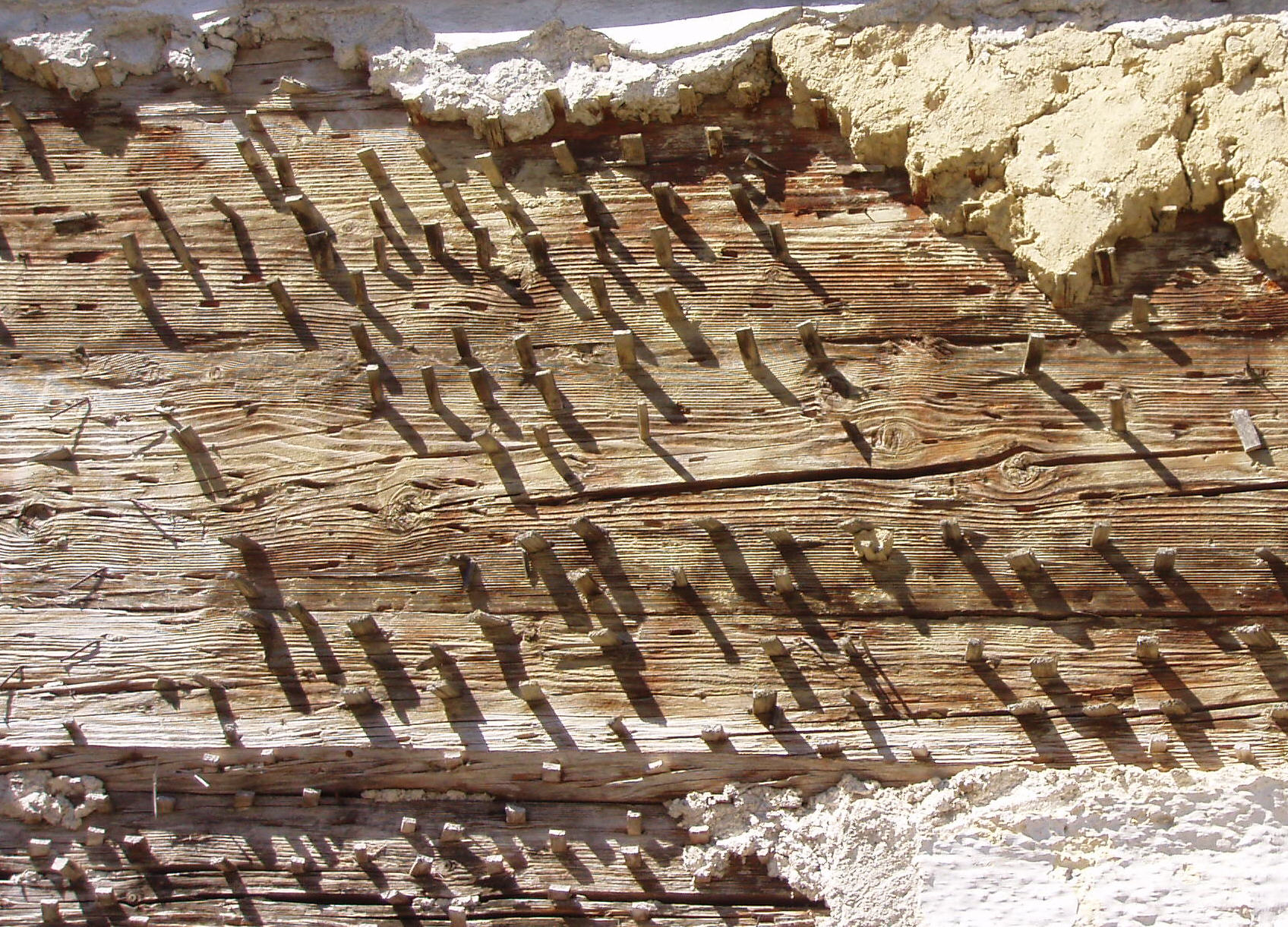
Detail

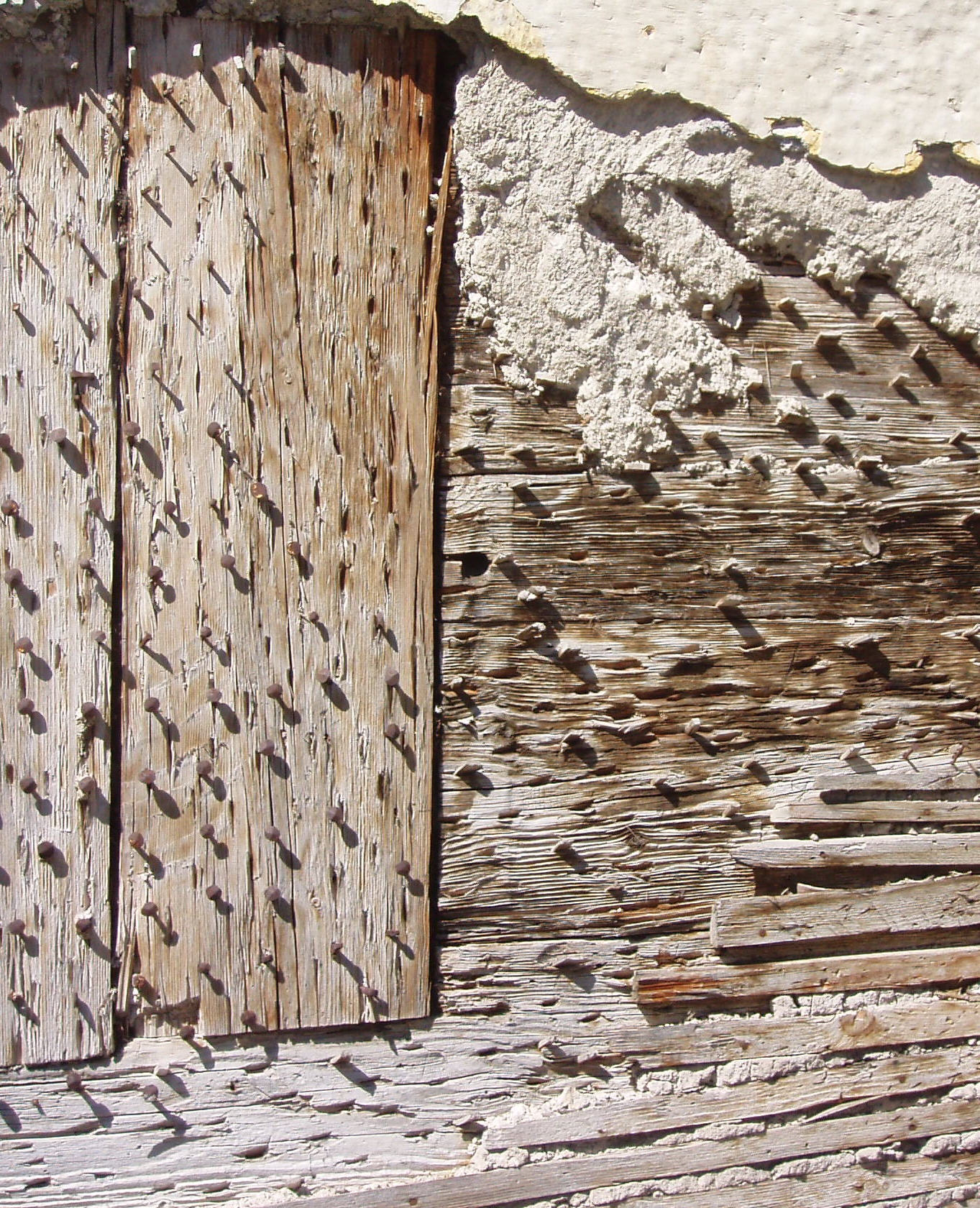
Detail

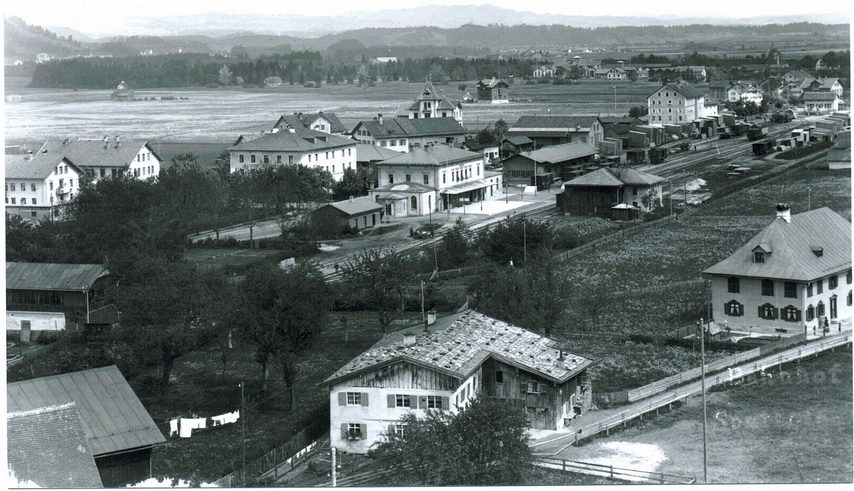
Sonthofen gegen Ende des 19. Jahrhunderts, im Vordergrund das Möggenried-Haus

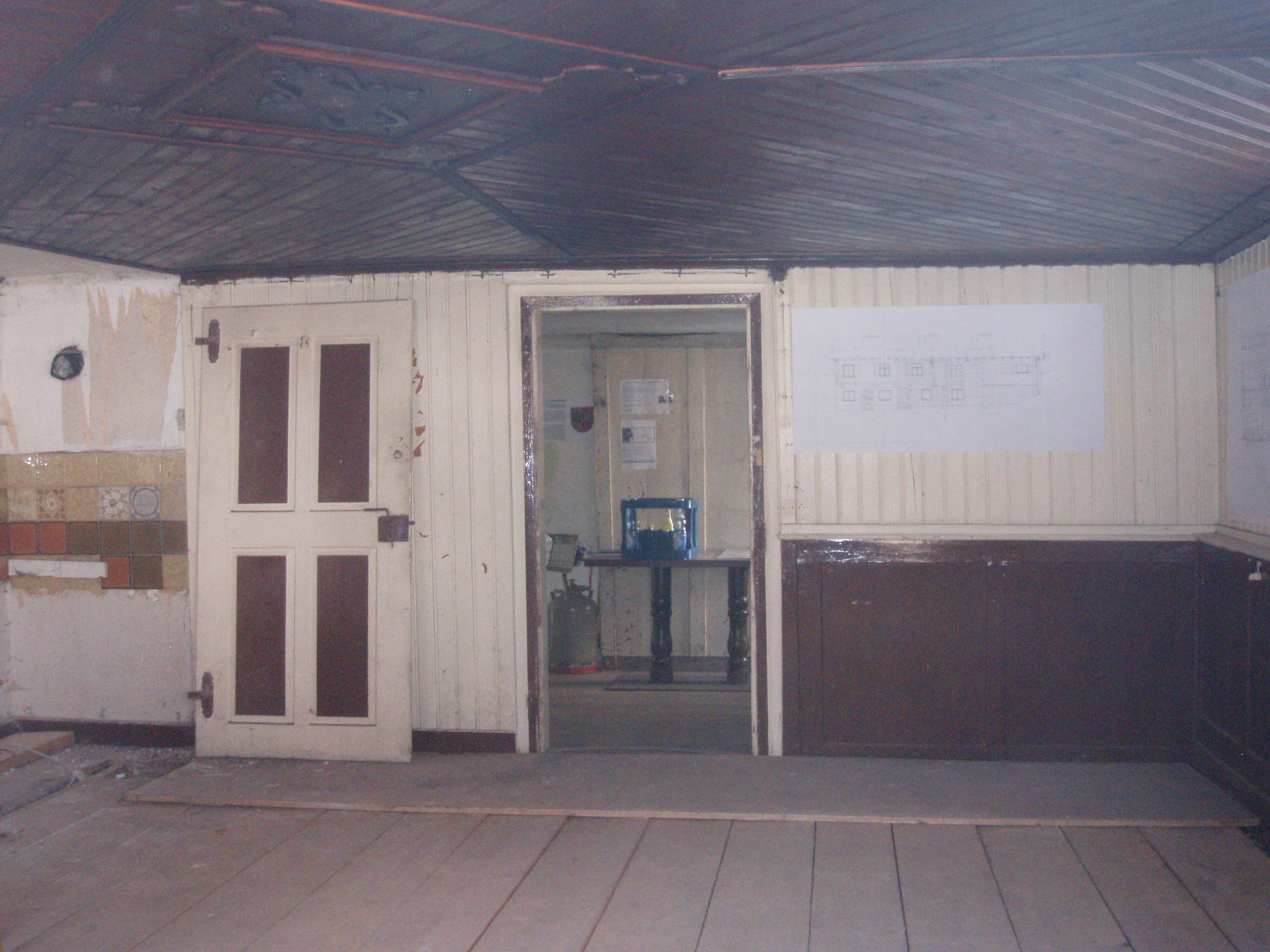
Blick ins Erdgeschoss im Sommer 2009

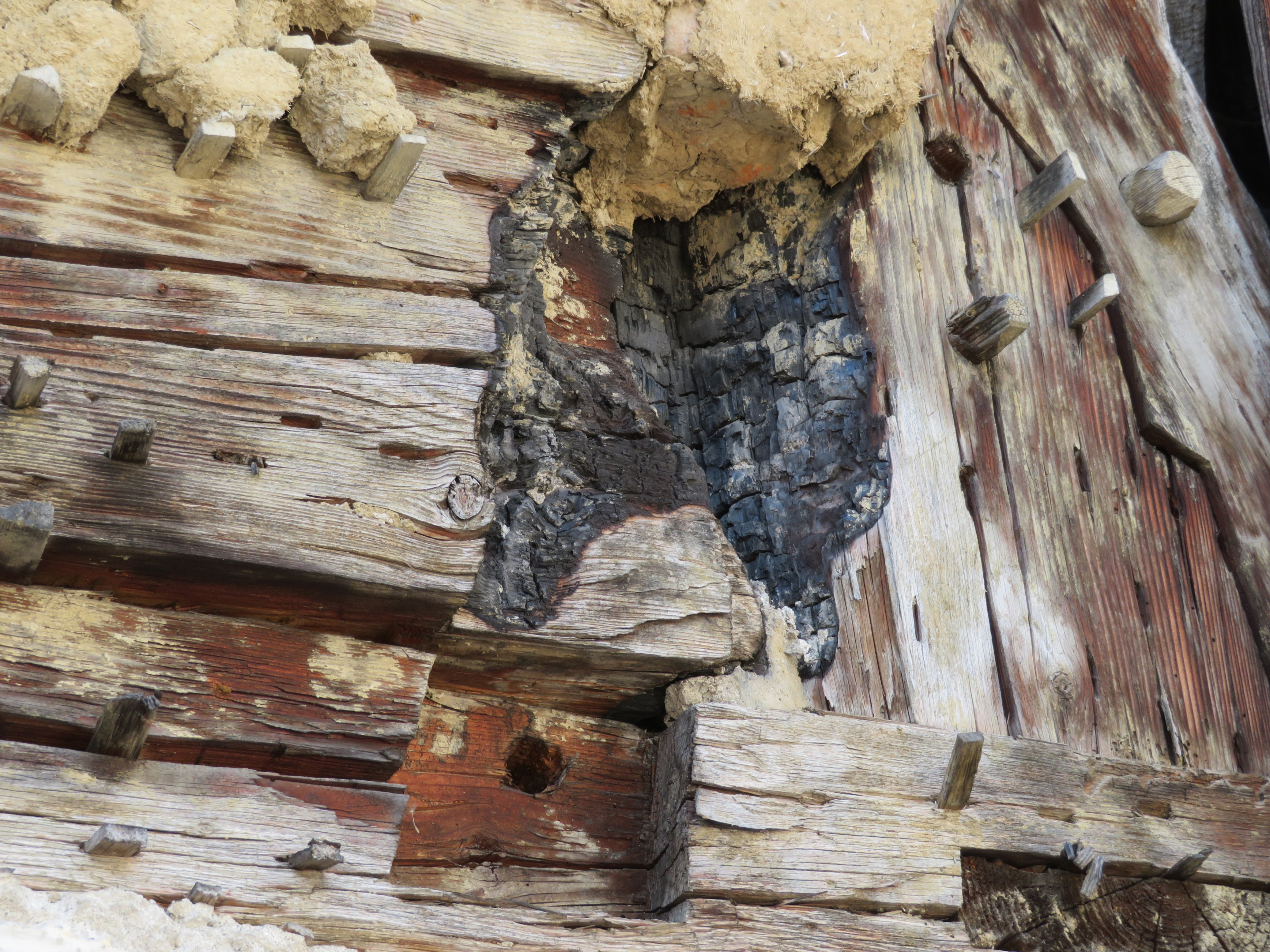
Brandschaden in der Nähe der Eingangstür, Aufnahme von 2017

Das unter Denkmalschutz stehende Möggenried-Haus in Sonthofen ist ein Bauwerk aus dem 16. Jahrhundert, das zeitweise als Nagelschmiede genutzt wurde.
Das Möggenried-Haus im Mühlenweg 1–3 in Sonthofen wurde laut dendrochronologischen Untersuchungen etwa 1586 erbaut. Sein ursprünglicher Zweck und der Bauherr sind bislang nicht bekannt. Noch nicht gedeutete Intarsien an einer Tür aus der Erbauungszeit, die erhalten blieb, können darüber vielleicht Aufschlüsse geben. An der östlichen Seite des Hauses scheint eine Malerei oder Aufschrift unter dem Putz verborgen zu sein, die auf den bekannten Abbildungen des Hauses nicht zu sehen ist. Im 17. oder 18. Jahrhundert wurden im oberen Stockwerk eine barocke Kassettendecke und Fensterstöcke eingebaut, was auf reiche Besitzer hindeutet.
Unter den Werkstatträumen befindet sich ein Keller, dessen Lichtschacht ins Gebäudeinnere führt und in dessen Wänden sich mehrere Vertiefungen befinden, deren Nutzung noch nicht geklärt werden konnte. In einem anderen Kellerteil befindet sich eine Art Brunnenschacht; auf einer der Kellerdecken steht eine tragende Wand, die nach unten nicht gestützt ist. Es ist also gut möglich, dass die Keller aus einer Bauphase vor der Erbauung des heutigen Möggenried-Hauses stammen. Nicht auszuschließen ist, dass der Vorgängerbau des Möggenried-Hauses das sogenannte Hengstehaus war, in dem die Reittiere der Landesherren untergebracht wurden, wenn diese zu Gerichtssitzungen nach Sonthofen kamen. Für eine auch im Neubau von 1586 fortgeführte Pferdehaltung sprechen die Höhe des Schopfes und der Futterkrippen darin.

## Darstellungen des Hauses
Die älteste bekannte Darstellung des Möggenried-Hauses befindet sich auf einem Gemälde aus dem Jahr 1831, das ganz Sonthofen zeigt. Zu dieser Zeit scheint das Haus hell verputzt gewesen zu sein. Auf einem Holzstich aus der Zeit um 1880 von R. Mahn, der den Viehmarkt in Sonthofen zeigt, ist es angeblich spiegelverkehrt abgebildet. In der Zeit des Nagelschmieds Übelhör war offenbar das Fachwerk im Giebelfeld noch mit Holz verkleidet; ebenso der Anbau, der um 1900 vom Stadel zum Wohntrakt umgebaut wurde. Eine kolorierte Fotografie von Heimhuber aus den 1920er Jahren zeigt das Haus mit freigelegtem Fachwerk im Giebelfeld, grünen Klappläden und weißem Verputz der unteren beiden Stockwerke. Das heute fehlende Kruzifix mit zwei seitlich stehenden Figuren unter dem Giebel ist auf diesem Bild noch vorhanden und das Haus trägt auf der Südseite die Aufschrift „Allgäuer Haus“.

## Ehemalige Besitzer
Grundbucheinträge gehen bis in das Jahr 1819 zurück. Damals verkaufte die Nagelschmiedwitwe Creszenzia Maria Wittwer das Haus für 1000 Fl (Fl=Florentiner=Gulden) wiederum an einen Nagelschmied namens Johann Nepomuk Faby. 1857 ging es für den doppelten Preis in den Besitz eines Gemeindedieners über; möglicherweise wurde das Anwesen nun eine Zeitlang nicht als Nagelschmiede genutzt. Das obere Stockwerk wurde an die Familie Schraudolph vermietet, deren Sohn Robert 1887 hier geboren wurde. 1890 wurde das Haus wieder an einen Nagelschmied, Gustav Übelhör, verkauft; diesmal betrug der Preis 4000 Mark. Als 1913 aufgrund modernerer Fertigungsmethoden die alten Nagelschmieden keinen Gewinn mehr einbrachten, kaufte der Schreiner Friedrich Möggenried das Haus um 8200 Mark und richtete darin eine Schreinerei ein, die bis 1949 existierte. Sein Sohn Alois richtete auf dem Gelände eine Schweinezucht ein. Er wurde 1968 erschossen in seinem Schlafzimmer aufgefunden. Die Erbengemeinschaft der Familie Möggenried, nach der das Haus heute benannt ist, verkaufte das Anwesen, das in den Folgejahren zunächst an Gastarbeiter vermietet wurde und dann leerstand. 1985 wurde es zu Abrisszwecken von einer Baufirma aufgekauft, die ihr Vorhaben jedoch nicht verwirklichte.

## Sanierung
2006 erwarb ein Mitglied der Familie Möggenried das Haus zurück und begann mit der Sanierung, ohne jedoch ein klares Konzept zur zukünftigen Nutzung des Hauses zu haben. Im Rahmen der Vierten Architekturwoche Bayern wurde im Juni 2008 ein Tag der offenen Tür im Möggenried-Haus durchgeführt, der durch ein Archi-Cad-Projekt unterstützt wurde. Im Juli erhielten Schülerinnen und Schüler aus Sonthofen Anschauungsunterricht über Baugeschichte in dem alten Gebäude. Im selben Monat besichtigten die Stadträte und der Bürgermeister das Haus. Der Öffentlichkeit war das Haus am Tag des offenen Denkmals 2008 zugänglich.
Das Möggenried-Haus war im Jahr 2014 Teil des bundesweiten Schulprojekts denkmal-aktiv, an dem sich das P-Seminar des Gymnasiums Sonthofen beteiligte.
Im selben Jahr wurde eine Versetzung des historischen südlichen Gebäudeteils in die Nähe des Heimathauses Sonthofen vorgeschlagen. Das Ehepaar Möggenried trug sich damals mit der Absicht, im Erd- und im südlichen Obergeschoss eine Weinstube einzurichten und den hinteren oberen Teil des Gebäudes als Betreiberwohnung zu nutzen.
Ein Artikel aus dem Jahr 2017 klingt demgegenüber eher vage. Es gebe „Pläne zur Restaurierung“ sowie „viele Ideen“ zur künftigen Nutzung, jedoch wird nichts Konkretes dargelegt. Äußerlich wirkte das Möggenried-Haus auch 2017 noch weiterhin dem Verfall preisgegeben. Brandspuren neben der Tür, die laut einem Internetnutzer durch Pechpfannen entstanden sein sollen, die früher zur Beleuchtung an öffentlichen Gebäuden aufgehängt wurden, könnten auch deutlich jüngeren Datums sein.